# Anonychia diversilinea
Anonychia diversilinea är en fjärilsart som beskrevs av W. Warren 1897. Anonychia diversilinea ingår i släktet Anonychia och familjen mätare. Inga underarter finns listade i Catalogue of Life.